# Chris Lavis
Chris Lavis é um cineasta canadense. Como reconhecimento, foi nomeado ao Oscar 2008 na categoria de Melhor Animação em Curta-metragem por Madame Tuti-Putli.